# 말레이시아의 지리

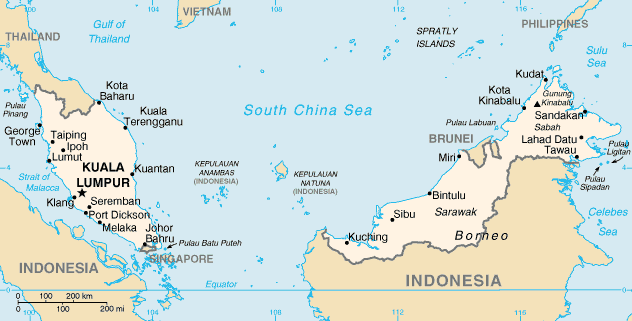
말레이시아의 위치

말레이시아의 지리적 위치는 동남아시아 저위도지역으로 열대 우림 기후에 속한다. 말레이시아는 말레이반도의 일부로 이루어진 반도 말레이시아(서말레이시아)와 보르네오섬의 일부로 이루어진 동말레이시아로 이루어져 있다. 반도 말레이시아(서말레이시아)는 북쪽으로 태국, 남쪽으로 싱가포르, 서쪽으로는 인도네시아의 수마트라섬과 인접해 있으며, 동말레이시아는 인도네시아령 보르네오, 브루나이와 국경이 맞닿아 있다.

## 기후

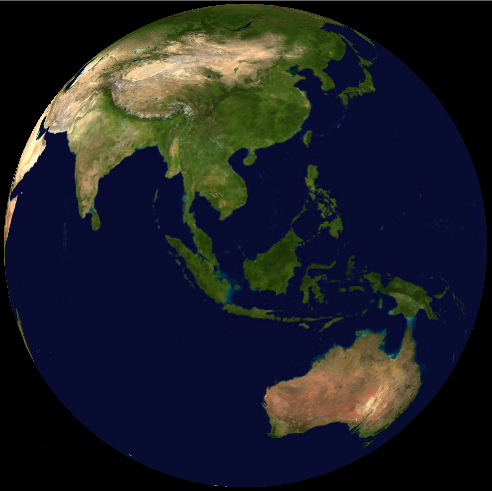
말레이시아 지역의 위성 사진

말레이시아는 적도에서 멀지 않은 곳에 자리잡고 있어서 일년 내내 비가 많이 오고 덥고 습한 열대 우림 기후를 나타낸다. 연간 평균 강수량은 2500 mm에 달한다. 연평균 기온은 32 °C이다. 반도 말레이시아(서말레이시아)는 대륙의 영향을 받아 계절간 강수량에 차이가 있고, 동말레이시아는 엘리뇨의 영향을 받을 때 강수량이 줄어든다. 기후 변화에 따른 해수면 상승과 같은 문제를 겪고 있기도 하다.
말레이시아에는 두 종류의 계절풍이 불어온다. 5월에서 9월까지는 남서계절풍이 불어오고 10월에서 4월까지는 북동계절풍이 부는데, 북동계절풍이 불 때 더 많은 비가 내린다. 두 계절풍 기간 사이에 약간이 차이가 있다고 해도 일년 내내 비가 많이 내린다. 1992년 쿠알라룸푸르에서는 200일 동안 비가 내렸고, 사바주의 코타키나발루에서는 153일, 사라왁주의 쿠칭에서는 253일 동안 비가 내렸다.

## 지형

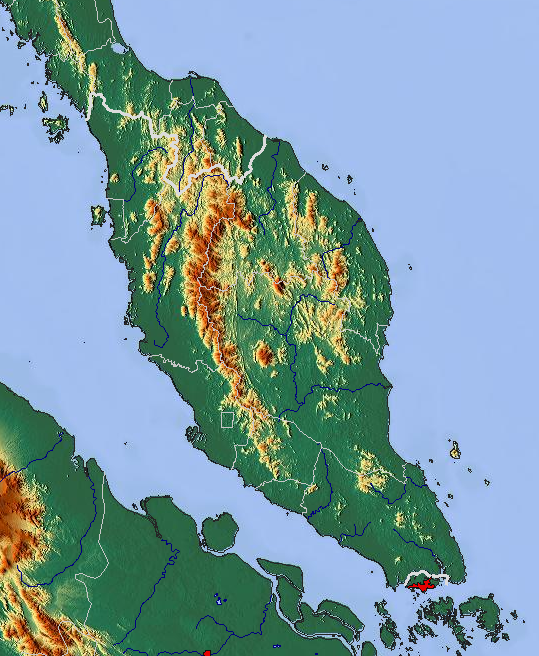
반도 말레이시아(서말레이시아)의 지형

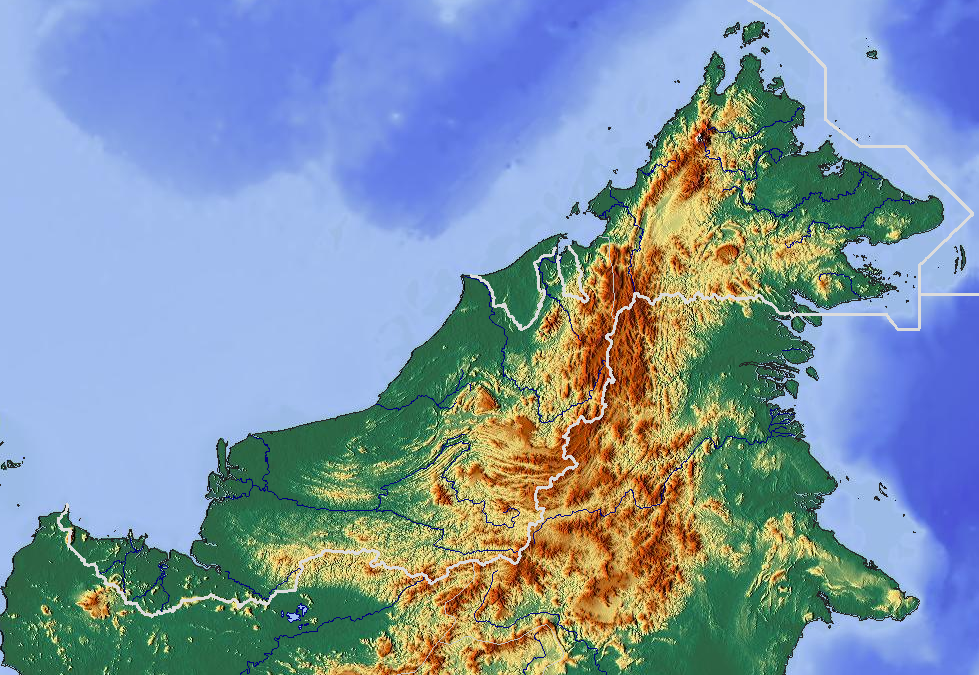
동말레이시아의 지형

말레이시아는 순다판에 놓여 있다. 기반암은 일반적으로 고생대 시기에 형성된 석회암으로 이루어진 퇴적암이다. 가장 오래된 암석의 형성시기는 약 5억 4천만 년 정도이다. 석회암은 물에 녹기 때문에 동굴이 만들어지는데, 보르네오 섬의 구능물루 국립공원에 위치한 물루산은 세계에서 가장 많은 동굴이 있는 것으로 유명하다.
말레이시아의 총 면적은 약 330,803 km2로 한반도의 1.5 배 가량이다. 영토 크기의 순위는 세계에서 67번째가 된다. 해안선은 총 4,675km로 말레이 반도 쪽이 2,068km, 반도 말레이시아(서말레이시아) 쪽은 2,607km이며, 세계에서 29번째로 해안선이 긴 나라이다.
반도 말레이시아(서말레이시아)를 이루는 말레이시아 반도는 말레이반도의 절반 정도를 차지하고 있으며 남북의 길이는 약 740km, 동서의 최대 폭은 약 322km이다. 말레이시아의 공식 수도인 쿠알라룸푸르와 행정 수도인 푸트라자야는 모두 반도 말레이시아(서말레이시아)에 있다. 보르네오 섬 북부에 있는 동말레이시아에 있는 대도시로는 쿠칭과 코타키나발루가 있다.

### 산맥
말레이시아의 가장 높은 산맥은 보르네오 섬 북동부 사바주에 있는 크로커 산맥으로 가장 높은 산인 키나발루산의 높이는 4,096 m이다. 키나발루 산을 포함하는 키나발루 국립공원은 2000년 UNESCO의 세계 유산으로 선정되었다.
말레이시아 반도에는 수 개의 산맥이 남북을 가로지르며 솟아있다. 가장 큰 산맥은 티티왕사산맥으로 태국 남단에서 시작하여 반도 전체를 가로질러 서남 해안까지 이어진다. 티티왕사 산맥의 가장 높은 산은 코르부산으로 높이는 2,183 m이다.

### 숲
말레이시아의 숲은 대부분 열대 우림으로 말레이시아 반도의 58.2%가 열대 우림으로 덮여 있다. 보르네오 섬 역시 대표적인 열대 우림 지역으로 보르네오 저지대 우림에는 1 ha 당 서로 다른 240 종 이상의 나무들이 자라고 있다. 열대 우림의 주요 수종은 딥테로카르푸스과에 속하는 나무로 보르네오 섬에 자생하는 것으로는 155종의 딥테로카르푸스과 나무가 보고되어 있다. 한편, 해안가에는 홍수림이 발달하여 있으며, 저지대 곳곳에 늪이 형성되어 있다. 보르네오 섬 사라왁주에 있는 구능물루 국립공원은 열대 우림을 보호하기 위해 지정되었으며, 2000년 UNESCO 세계 유산으로 등재되었다.

### 동굴
말레이시아 반도에도 여러 개의 동굴이 있지만, 카르스트 지형인 동말레이시아 지역엔 수 많은 동굴이 밀집되어 있다. 특히 물루 동굴, 사라왁 동굴 등이 유명하다.

### 수계
동말레이시아와 반도 말레이시아(서말레이시아) 사이에 남중국해가 있다. 반도 말레이시아(서말레이시아)는 믈라카 해협을 사이에 두고 인도네시아의 수마트라 섬과 마주하고 있다. 말레이시아에서 가장 긴 강은 760km에 이르는 라장강으로 인도네시아와 경계를 이루는 이란 산맥에서 발원하여 사라왁 주를 지나 남중국해로 흐른다. 말레이시아 반도에서 가장 긴 강은 파항강으로 길이는 435km이다.

## 생태계
말레이시아는 생물 다양성이 매우 높은 나라이다. 열대 우림과 홍수림에는 수 많은 동식물이 생태계를 이루고 있다. 라플레시아는 말레이반도에 있는 세계에서 가장 큰 꽃이다. 고양이과 맹수인 인도차이나호랑이, 말레이호랑이, 인도차이나표범, 구름표범 등이 말레이시아 반도의 최상위 포식자로서 서식하고 있다. 20세기에 들어서면서 동남아시아의 호랑이 아종들은 멸종 위기에 처해있다.
1990년에서 2010년 사이 약 192만 헥타르에 달하는 말레이시아의 숲이 여러 가지 이유로 벌채되었다. 이는 말레이시아 숲의 8.2%에 달하는 면적이다.

## 인문 지리
2010년 7월 기준 말레이시아의 인구는 28,334,000 명이다. 이 가운데 약 22,500,000 명은 말레이시아반도에 산다.2008년 UN 조사에 따르면 인구의 59%가 도시권에서 생활한다. 최대 도시는 수도인 쿠알라룸푸르로 2010년 기준 인구는 1,627,172 명이다.